# Avenida das Nações Unidas (Lisboa)
A Avenida das Nações Unidas é um arruamento da cidade de Lisboa fundamental na ligação entre a zona Norte e os concelhos limítrofes de Lisboa, ao centro, através do Eixo Norte-Sul e, da Avenida Padre Cruz.
Serve o bairro de Telheiras.